# Canal da União
O Canal da União é um canal na Escócia, que decorre de Falkirk para Edimburgo, construído para trazer minerais, especialmente o carvão, para a capital.